# Tratado de La Haya (1641)
El tratado de la Haya de 1641 fue una tregua de diez años firmada entre las Provincias Unidas de los Países Bajos y el Reino de Portugal, en el desarrollo de la guerra luso-holandesa que ambas potencias mantenían desde finales del siglo XVI.  En el tratado se incluía la formación de una flota conjunta destinada a atacar a España.  En la práctica la tregua, que originalmente estaba pactada para todos los territorios de ambos imperios, quedó limitada al continente europeo: las hostilidades seguirían en las colonias neerlandesas y portuguesas hasta el final de la guerra.

## Contexto
En 1566-68 comenzó en los Países Bajos, por aquel entonces pertenecientes al Imperio español, la guerra de los ochenta años (o guerra de Flandes), en la que las Provincias Unidas de los Países Bajos luchaban por conseguir su independencia de la Corona española.
En 1580 Portugal fue regida por la Casa de Austria junto con los demás reinos hispánicos, en una unión dinástica aeque principaliter,, por la que compartían el mismo soberano. Este hecho trajo como consecuencia que la guerra de Flandes se extendiera a todos los territorios de Portugal, especialmente a las colonias portuguesas en la costa de África, de América y el Pacífico Sur.  Los intereses económicos de las Provincias Unidas llevaron a la flota holandesa a emprender expediciones comerciales con un fuerte componente militar en las colonias portuguesas en todo el mundo, en una sucesión de enfrentamientos que se daría en llamar la guerra luso-holandesa.
En diciembre de 1640, comenzó la guerra de separación de Portugal,  en la que este país buscaba su independencia de España.  Juan IV de Portugal, recién ascendido al trono, envió embajadores a Francia, Inglaterra y las Provincias Unidas, buscando formar alianzas con estos países en su lucha contra España.

## El tratado
El acuerdo sería firmado en la ciudad holandesa de La Haya el 12 de junio de 1641 por Tristão de Mendoça, embajador del rey Juan IV de Portugal, y los representantes de los Estados Generales de los Países Bajos.  Los principales puntos del tratado fueron:
- Aceptación de una tregua durante un plazo de 10 años;
- Cese de las hostilidades entre las fuerzas portuguesas y las neerlandesas, incluidas las de las compañías privadas (la Compañía Holandesa de las Indias Orientales y la Compañía Neerlandesa de las Indias Occidentales), en todos los territorios europeos y colonias de ultramar.
- Ambos bandos se comprometían a respetar la vida, propiedades y actividades comerciales de los súbditos de la parte contraria; las propiedades arrebatadas al bando contrario en el transcurso de la guerra permanecerían en poder de quien fuera su dueño en el momento de la firma del tratado;
- Respeto a la libertad religiosa de cada una de las partes firmantes;
- Pacto de no agresión ni invasión; socorro mutuo ante ataques de terceros;
- Las naves neerlandesas no podrían transportar mercancías del Brasil hacia Portugal;
- Prohibición para ambas partes de comercio con España;
- Formación de una alianza contra el rey de España y sus súbditos; creación de una armada conjunta para atacar a España: cada país aportaría 15 naos de guerra y 5 fragatas grandes; Portugal aportaría 10 galeones añadidos.  El botín obtenido por esta flota se prorratearía entre el número de naves participantes.

Portugal intentaría la restitución de todas la plazas tomadas por los holandeses en la costa del Brasil, alegando que la entrada de Portugal en la guerra contra las Provincias Unidas había sido provocada por la extensión del conflicto de éstas con España, y no por culpa portuguesa.  Este punto no sería aceptado por los representantes holandeses.
El tratado sería ratificado el 18 de noviembre del mismo año.

## Aplicación de la tregua
La tregua, que en la práctica solo sería respetada en el continente europeo, sería ignorada por ambas partes en el resto del mundo: en 1645 los portugueses tomarían a los holandeses parte de la costa del Brasil, en 1648 les arrebatarían Angola y la isla de Santo Tomé, en 1649 tendría lugar la batalla de los Guararapes en Brasil, y en 1652 los holandeses tomarían el cabo de Buena Esperanza.
La guerra no terminaría oficialmente hasta la firma de un nuevo Tratado de La Haya 1661.